# Bach-Gesellschaft

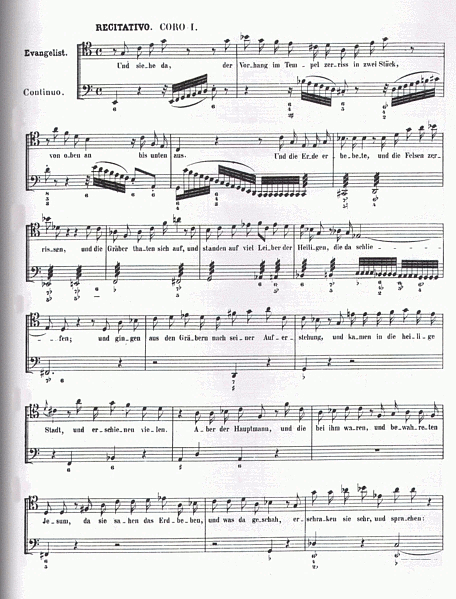
Une page de l'édition publiée en 1856 par la Bach-Gesellschaft de la Passion selon saint Matthieu, BWV 244, de J.S. Bach.

La Bach-Gesellschaft (en français : société Bach) est une société fondée en 1850 dont l'objectif affiché était de publier l'œuvre intégrale de Jean-Sébastien Bach sans additions éditoriales. L'ensemble des volumes est connu comme la Bach-Gesellschaft-Ausgabe.

## Origines de laBach-Gesellschaft
Après avoir créé une Haendel-Society en 1843, les Anglais fondèrent, grâce au compositeur William Sterndale Bennett, une Bach-Society le 27 octobre 1849. Fin juillet 1850, centenaire de la mort de Bach, 23 personnalités parmi lesquelles Moritz Hauptmann, cantor de l'église Saint-Thomas de Leipzig, (et donc un des successeurs de Bach), Otto Jahn, auteur d'une biographie de Mozart, Carl Ferdinand Becker, enseignant au Conservatoire de Leipzig, et le compositeur Robert Schumann, probablement outrés que des britanniques honorent un allemand avant eux, rédigent un document posant les bases du futur projet. Les statuts sont approuvés le 15 décembre 1850 et la Bach-Gesellschaft est officiellement créée. Wilhelm Rust, connaisseur de l'œuvre de Bach et plus tard, cantor à Saint-Thomas, a rejoint la Bach Gesellschaft dès 1850 et a joué un rôle majeur dans le travail d'édition. En 1858, il a assumé la direction de l'entreprise et a écrit des préfaces pour chaque volume de la production. De 312 adhérents en décembre 1851, les effectifs passèrent à 652 à la fin du projet, en 1899.
Comme le but a été atteint en 1899 avec la sortie de l'édition projetée en 50 volumes (en fait 46 (47) volumes annuels et le supplément) de l'œuvre de Bach, la Bach-Gesellschaft en conformité avec ses statuts a été dissoute en 1900. Dans le même temps la Neue Bachgesellschaft a été fondée le 27 janvier 1900 à Leipzig.

## Histoire de la Publication
La Bach-Gesellschaft a commencé à publier les œuvres de Bach en décembre 1851 avec un volume consacré à la cantate Wie schön leuchtet der Morgenstern, BWV 1 C'est la Messe en si qui devait faire les honneurs du premier volume mais des difficultés dans la collecte des sources conduisirent les éditeurs à se reporter vers des cantates (elle figurera dans le volume VI en 1856). La publication s'est achevée en 1900 avec son quarante sixième volume. Cependant, l'édition de L'Art de la fugue par Wolfgang Graeser, publiée en 1926, est parfois décomptée comme le "Volume 47" et a été éditée comme supplément à la publication de la Bach-Gesellschaft par Breitkopf & Härtel, éditeurs des ouvrages originaux. En supplément, le Vol. 45, partie 1 contient une édition révisée ("Neue berichtige Ausgabe") des Suites anglaises, BWV 806-811 et des Suites françaises, BWV 812-817 qui avaient été déjà publiées dans le Vol. 13.

## Qualité de l'édition
Les volumes ont une qualité d'édition et de précision variables; l'universitaire américain Hans T. David, spécialiste de Bach, a particulièrement critiqué la présentation du Vol. 3 de L'Offrande musicale à cause de nombreuses erreurs de lecture, et l'Encyclopædia Britannica 1911 affirme que l'édition « est de qualité très inégale. » Britannica cependant loue le travail d'édition de Wilhelm Rust et note une détérioration de la qualité après sa mort, y compris un volume dans lequel « la basse et le violon sont à une mesure de décalage pendant une portée entière » (apparemment une référence à l'édition bâclée). Dans son édition des Variations Goldberg, Ralph Kirkpatrick attire l'attention sur les nombreuses « erreurs d'édition de la Bachgesellschaft » qu'il a corrigées, particulièrement en ce qui concerne la transcription des ornements (Il faut noter que le volume de la Bach-Gesellschaft contenant les Variations Goldberg est un des premiers publiés avec le Vol. 3, paru en 1853.).
Cependant, les volumes de la Bach-Gesellschaft constituent une réalisation novatrice et ont grandement contribué à l'étude et à la diffusion de la musique de Bach. Ils ont constitué l'édition standard des œuvres complètes de Bach jusqu'à la publication de la Neue Bach-Ausgabe, commencée en 1954 et publiée par Bärenreiter.